# Ezana av Aksum
Ezana av Aksum, död 360 e.Kr., var en etiopisk monark och helgon. Han var kung av Aksum cirka 320–360 e.Kr. Han var Etiopiens första kristna monark. 
Han blev kung som barn och hans mor regerade under hans minderårighet. Han omvändes till kristendomen av sin slavlärare Frumentius, och införde sedan i sin tur kristendomen i kungariket. Detta ska ha ägt rum år 327. 